# Bohuslav Sobotka
Bohuslav Sobotka (Telnice, 1971. október 23.–) cseh politikus, 2014 és 2017 között a Cseh Köztársaság miniszterelnöke. 2010 májusától 2017 júniusáig ő vezette a Cseh Szociáldemokrata Pártot (amely jelenleg a kormánykoalíció vezető pártja, de a közvéleménykutatások szerint a 2017. október 20-21-én esedékes választásokon várhatóan vereséget fog szenvedni koalíciós partnerétől, az ANO 2011 nevű centrista párttól).  Sobotka 1996 óta parlamenti képviselő. 2002 és 2006 között pénzügyminiszter volt.

## Fordítás
- Ez a szócikk részben vagy egészben  a   Bohuslav Sobotka című angol Wikipédia-szócikk ezen változatának fordításán alapul.  Az eredeti cikk szerkesztőit annak laptörténete sorolja fel. Ez a jelzés csupán a megfogalmazás eredetét és a szerzői jogokat jelzi, nem szolgál a cikkben szereplő információk forrásmegjelöléseként.